# Product Placement
Product Placement é uma mixtape em formato CD gravada ao vivo por DJ Shadow e Cut Chemist.  Foi lançada em 2001 pela One29 Records.

## História
O CD foi vendido nas turnês de DJ Shadow entre 2001-2003 em uma edição extremamente limitada (por volta de 6000).
A capa tem um imagem de Cut Chemist e DJ Shadow. Cut Chemist está vestido como chef de cozinha, DJ Shadow aparece com uma vestimenta para motocross e bebendo um copo de leite servido por Cut Chemist. Toda essa indumentária são referências a algumas músicas do CD. Colado na capa do CD a inscrição  "NOW FORTIFIED WITH EXCLUSIVE Accu-Blend TECHNOLOGY" (Agora fortificado com a exclusiva tecnologia Accu-Blend). Na parte interna do encarte imagens de alguns dos discos que foram usados na mixagem com o slogan: "IT'S IT'S SO SO NICE NICE WE HAD TO DO IT TWICE TWICE" (É é tão tão legal legal que nós tivemos que fazer duas vezes duas vezes).

## Faixas

### Mix número 1
1. Sesame Street (Oscar The Grouch) - "I Got Two"
2. Little Grady Lewis & Soul Smokers - "Smokin' Soul"
3. Dennis Coffey - "A Whole Lot Of Love"
4. LL Cool J - "I Need Love"
5. Eddie Simpson - "Big Black Funky Slave"
6. Harold Alexander - "Mama Soul"
7. Charlie Whitehead - "Let's Do It Again (Part 3)"
8. Cold Grits - "It's Your Thing"
9. Backyard Heavies - "Expo '83"
10. Timmy Thomas - "Sexy Woman"
11. Kool & The Gang - "N.T."
12. Freddie Scott - "(You) Got What I Need"
13. James & Bobby Purify - "I'm Your Puppet"
14. The Oceanliners - "Funky Pants"
15. Thunder, Lightning & Rain - "Super Funky Part 1"
16. James Brown - "Talkin' Loud And Sayin' Nothin'"
17. Swithold - "Slow Burner"
18. National Fuel Gas Distribution Corporation - "Rappin' With Gas"
19. CD III - "Get Tough"
20. Man Parrish - "Hip Hop, Be Bop (Don't Stop)"
21. The B-Boys - "Rock The House"
22. Newcleus - "Jam On It"
23. Davy DMX - "One For The Treble"
24. Grandmaster Melle Mel - "Step Off"
25. Newcleus - "Destination Earth"
26. Soul Searchers - "Ashley's Roachclip"
27. Orange Krush - "Action"
28. Pieces Of A Dream - "Mt. Airy Groove"
29. Bill Withers - "Kissin' My Love"
30. Mandrill - "Mango Meat"
31. Jazzy Jeff - "A Touch Of Jazz"
32. Kid 'N Play - "Last Night (Instrumental)"
33. Esther Williams - "Last Night Changed It All"
34. James Brown - "Funky President"
35. Miami - "Chicken Yellow"
36. Johnny Cameron & The Camerons - "Funky John"
37. Willie John Ellison - "You Got To Have Rhythm"
38. Harvey & The Phenomenals - "Soul And Sunshine"
39. Mongo Santamaria - "Coylude"
40. Communicators & Black Experience Band - "The Road"
41. Denis Bryant - "Soul Man"

### Mix número 2
1. Lifeforce - "The Freeze"
2. Earnest Jackson - "Funky Black Man"
3. Little Buck - "Little Boy Blue"
4. Dandelion Wine - "Hot Dog"
5. Nu-Sound Express - "One More Time You All"
6. Nu-Sound Express - "Keep On Dancin'"
7. The Commodores - "Keep On Dancing"
8. Gerald Wilson Orchestra - "California Soul"
9. The Messengers - "California Soul"
10. The Poets - "Fun Buggy"
11. Union - "Strike"
12. The New Seekers - "It's The Real Thing (Coca-Cola Radio Spot)"
13. Ivor Raymonde Orchestra - "It's The Real Thing"
14. American Dietary Association Of Mississippi - "The Basic"
15. Cookie Crew - "Born This Way (Instrumental)"
16. Larry Sanders - "Story Of My Love"
17. Jessie James - "Move On Out Of My Way"
18. Yellow Sunshine - "Yellow Sunshine"
19. Rodney O & Joe Cooley - "Cooley High"
20. Nairobi And The Awesome Foursome - "Funky Soul Makossa (Rap)"
21. Logic Circuit - "Motorcross Pt. 2"
22. Hell's Belles (Movie Radio Spot)
23. The Outcasts - "Loving You Sometimes"
24. Gran Am - "Get High"
25. David McCallum - "House Of Mirrors"